# Banatska Palanka
Banatska Palanka (srbsky Банатска Паланка, maďarsky Palánk) je vesnice nacházející se v severovýchodní části Srbska, administrativně spadající pod opštinu (obec) Bela Crkva v autonomní oblasti Vojvodina, v regionu Banátu. V roce 2011 zde žilo 682 obyvatel, počet obyvatel vsi od roku 1961 mírně klesá (ještě v polovině 20. století zde žilo přes tisíc lidí). Obyvatelstvo je v drtivé většině srbské národnosti.
Vesnice se nachází na ústí kanálu DTD do Dunaje a při hranici s Rumunskem, resp. ústí řeky Nera do veletoku, kudy zmíněná hranice prochází. Je obklopena intenzivně zemědělsky využívanou krajinou. Kromě souvislé zástavby obce se na břehu Dunaje nachází Stara Palanka a přívoz na druhou stranu řeky.
Banatska Palanka vznikla v místě, kde existovalo lidské osídlení již v pravěku. Lidé zde žili ve středověku, i za turecké nadvlády a i po odchodu Turků. Vesnice byla součástí tzv. Vojenské hranice. Od roku 1918 patřila Království Jugoslávie, později Jugoslávii a od roku 2006 je součástí samostatného Srbska.